# 霍爾希希爾卡山
11°02′24″S 75°42′17″W / 11.04000°S 75.70472°W
霍爾希希爾卡山（Qullqi Hirka），是秘魯的山峰，位於該國中部胡寧大區，由塔爾馬省的聖佩德羅德卡哈斯區負責管轄，屬於安地斯山脈的一部分，海拔高度4,600米。